# Маз Каната
Маз Каната е герой от поредицата „Междузвездни войни“, който появява в седмия филм. Тя е пират, която управлява замъкът - междинна точка, на която идват пирати, бандити, контрабандисти, пътешественици и посетители. Ролята ѝ е играна от Лупита Нионг'о. Името и ролята на героя са представени в списание „Венити Фер“ на 3 май 2015 г.